# Alexander Beilinson
Alexander Alexandrovich Beilinson (Moscú, 1957) es un matemático ruso-estadounidense, reconocido internacionalmente por sus aportes fundamentales a la geometría algebraica, la teoría de categorías, la teoría de representaciones y la física matemática.

## Biografía
Beilinson nació en Moscú, Unión Soviética, en 1957. Completó sus estudios en matemáticas en la Universidad Estatal de Moscú, donde obtuvo su doctorado bajo la supervisión de Joseph Bernstein e Israel Gelfand.
En la década de 1990 emigró a los Estados Unidos, estableciéndose como profesor en el Departamento de Matemáticas de la Universidad de Chicago, donde continúa su carrera académica y de investigación.

## Aportes científicos
Beilinson ha realizado contribuciones profundas en varias áreas de las matemáticas:
- En geometría algebraica, formuló el llamado **teorema de Beilinson** sobre la resolución de haces coherentes en espacios proyectivos, lo que tuvo gran impacto en el desarrollo de las categorías derivadas y la teoría homológica.
- Formuló las **conjeturas de Beilinson** sobre la relación entre los valores especiales de las funciones L y la cohomología motivacional, influenciando el desarrollo de la teoría de motivos.
- Junto con Vladimir Drinfeld, desarrolló elementos fundamentales de la correspondencia de Langlands geométrica, que conecta la teoría de representaciones con la geometría algebraica y la física matemática.
- Ha trabajado en interacciones entre las matemáticas puras y la teoría cuántica de campos.

Sus trabajos han abierto caminos en nuevas áreas de investigación matemática y siguen teniendo aplicaciones activas en múltiples disciplinas.

## Premios y reconocimientos
- Premio Shaw (2020), compartido  David Kazhdan por su enorme influencia y profundas contribuciones a la teoría de la representación, así como a muchas otras áreas de las matemáticas.[1]
- Premio Wolf en Matemática (2018), junto a Vladimir Drinfeld, por su trabajo que ha logrado avances significativos en la interfaz de la geometría y la física matemática.[2]

## Publicaciones destacadas
- Beilinson, A. (1978). Coherent sheaves on $\mathbb{P}^n$ and problems in linear algebra. *Functional Analysis and Its Applications*, 12(3), 214-216.
- Beilinson, A., Bernstein, J., & Deligne, P. (1982). Faisceaux pervers. Astérisque, 100.
- Beilinson, A., & Drinfeld, V. (1991). Quantization of Hitchin’s integrable system and Hecke eigensheaves.